# Dovol'noe
Dovol'noe (in lingua russa: Довольное) è una città situata nell'Oblast' di Novosibirsk, in Russia, nella Siberia meridionale. La città è il capoluogo amministrativo del distretto Dovolenskij.